# 四条綾
四条 綾 (しじょう あや) は、日本画家。
『奇譚クラブ』『SMキング』『SMファン』『SMプレイ』などの表紙・挿絵をてがけていた。

## 作品
- 「秋吉巒・四条綾『エロスと幻想のユートピア～風俗資料館秘蔵画選集1』書苑新社、 2010年[1]